# Nectarinia ursulae
Nectarinia ursulae é uma espécie de ave da família Nectariniidae.
Pode ser encontrada nos seguintes países: Camarões e Guiné Equatorial.
Os seus habitats naturais são: regiões subtropicais ou tropicais húmidas de alta altitude.
Está ameaçada por perda de habitat.